# Voyages dans les Alpes
Voyages dans les Alpes est un récit de voyage écrit par Horace-Bénédict de Saussure, publié en quatre volumes de 1779 à 1796. Comme de nombreux savants du XVIIIe siècle caractérisés par leur éclectisme, il mêle dans son texte la contemplation philosophique à des observations scientifiques inaugurant de nombreuses sciences : géologie des Alpes, climatologie, hydrologie, glaciologie, botanique (flore alpine), spéléogenèse (exploration d'une douzaine de cavernes et description de phénomènes karstiques).
L'ouvrage compte sept voyages, mais certains ont été « reconstitués », c'est pourquoi en 1788, il a fait un voyage autour du Mont Blanc de 22 jours en compagnie de Marc-Auguste Pictet et de Jean Trembley. 
Son œuvre demeure à l'état d'ébauche mais sera poursuivie par de nombreux scientifiques. Elle sera l'une des sources d'inspiration du romantisme et du genre du Voyage dans les Alpes.

## Éditions
L'œuvre est à nouveau publiée de 1796 à 1804. Sayous et Töpffer en font une réédition partielle Voyages dans les Alpes. Partie pittoresque parue à Genève en 1834 et 1852 ; c'est cette édition qui est reprise depuis lors dans les publications ultérieures.